# Mike Giannelli
Mike Giannelli (28 luglio 1977) è un ex sciatore alpino canadese.

## Biografia
Giannelli, originario di Burnaby, era uno specialista del supergigante, specialità nella quale ottenne tutti i risultati di rilievo della sua carriera internazionale a partire dall'esordio in Nor-Am Cup, il 19 dicembre 1994 a Lake Louise, quando non completò la prova. Debuttò in Coppa del Mondo il 9 gennaio 1999 a Schladming (36º) e ai Campionati mondiali a Vail/Beaver Creek 1999, dove si classificò 35º.
In Nor-Am Cup conquistò tre podi, due vittorie (il 27 febbraio 2000 a Snowbasin e il 5 dicembre dello stesso anno a Beaver Creek) e un 3º posto, il 9 gennaio 2001 a Lake Louise; sempre nel 2001 ottenne il miglior piazzamento in Coppa del Mondo, il 28 gennaio a Garmisch-Partenkirchen (30º), e partecipò ai Mondiali di Sankt Anton am Arlberg, sua ultima presenza iridata, dove si piazzò 33º. Prese per l'ultima volta il via in Coppa del Mondo il 20 dicembre 2002 in Val Gardena, senza completare la prova, e si ritirò al termine della stagione 2002-2003; la sua ultima gara fu uno slalom gigante FIS disputato il 1º aprile a Red Mountain.

## Palmarès

### Coppa del Mondo
- Miglior piazzamento in classifica generale: 141º nel 2001

### Nor-Am Cup
- Miglior piazzamento in classifica generale: 8º nel 2001
- 3 podi:
  - 2 vittorie
  - 1 terzo posto

#### Nor-Am Cup - vittorie
| Data             | Località     | Paese       | Specialità |
| ---------------- | ------------ | ----------- | ---------- |
| 27 febbraio 2000 | Snowbasin    | Stati Uniti | SG         |
| 5 dicembre 2000  | Beaver Creek | Stati Uniti | SG         |

Legenda:

SG = supergigante

### Campionati canadesi
- 1 medaglia:
  - 1 bronzo (discesa libera nel 1998)